# Águas
Águas era una freguesia portuguesa del municipio de Penamacor, distrito de Castelo Branco.

## Historia
Fue suprimida el 28 de enero de 2013, en aplicación de una resolución de la Asamblea de la República portuguesa promulgada el 16 de enero de 2013 al unirse con las freguesias de Aldeia de João Pires y Aldeia do Bispo, formando la nueva freguesia de Aldeia do Bispo, Águas e Aldeia de João Pires.